# La colla dels sis
La colla dels sis (títol original: Six-Pack) és una pel·lícula estatunidenca dirigida per Daniel Petrie, estrenada el 1982. Ha estat doblada al català.

## Argument
Quan el pilot de carreres Brewster Baker (Kenny Rogers) s'atura en una gasolinera, li roben peces del seu cotxe de carreres. A continuació, mentre és en un restaurant en una petita ciutat de Texas, veu com roben algunes peces en un altre cotxe, i persegueix els lladres. Quan la furgoneta dels lladres cau a un riu, Brewster els rescata i descobreix que són els nens orfes. Són nens que roben peces d'automòbils per "Big John" el corrupte xèrif del comtat, que empresona Brewster per violació de domicili, robatori, resistència a l'autoritat i l'excés de velocitat. Després que els nens ajudin a sortir de la presó Brewster, Brewster porta a contracor als nens amb ell. Amb el temps, fan amistat. El final de la pel·lícula presenta imatges de la cursa real del 1982 NASCAR Coca-Cola 500 a Atlanta Motor Speedway que va guanyar Darrell Waltrip aquell any.

## Repartiment
- Kenny Rogers: Brewster Baker
- Diane Lane: Heather "Breezy" Aikens
- Erin Gray: Lilah
- Barry Corbin: "Big John"
- Terry Kiser: Terk Logan
- Bob Hannah: Diddler
- Tom Aberathy: Louis
- Robbie Fleming: Little Harry
- Anthony Michael Hall: Doc
- Robby Still: Swifty
- Benji Wilhoite: Steven
- Buddy Baker: ell mateix